# Ancien hôtel de ville de Rouffach
L'ancien hôtel de ville de Rouffach est un monument historique situé à Rouffach, dans le département français du Haut-Rhin.

## Localisation
Ce bâtiment est situé au 8, place de la République à Rouffach.

## Historique
L'édifice fait l'objet d'un classement au titre des monuments historiques depuis 1921.

## Architecture

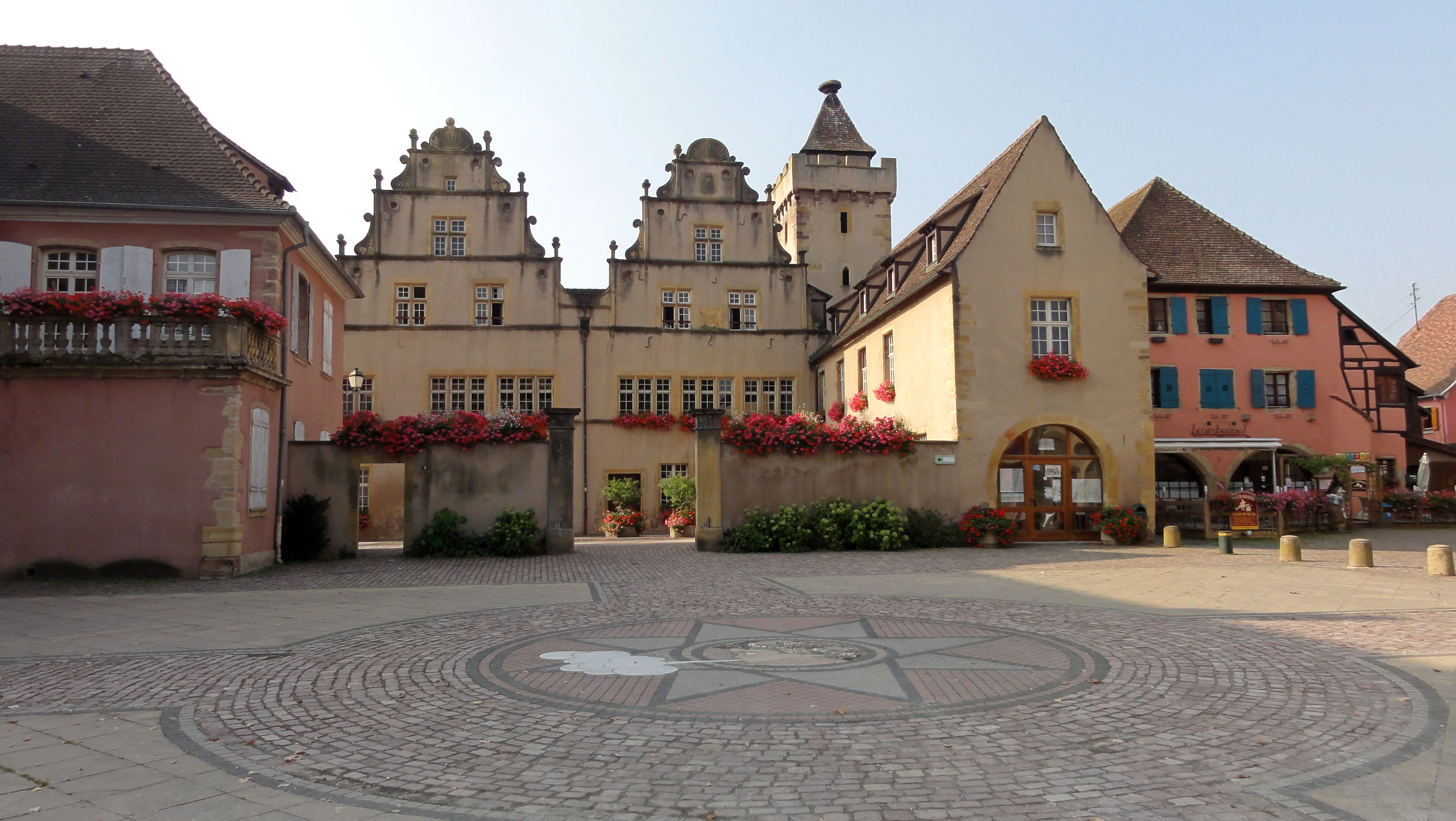
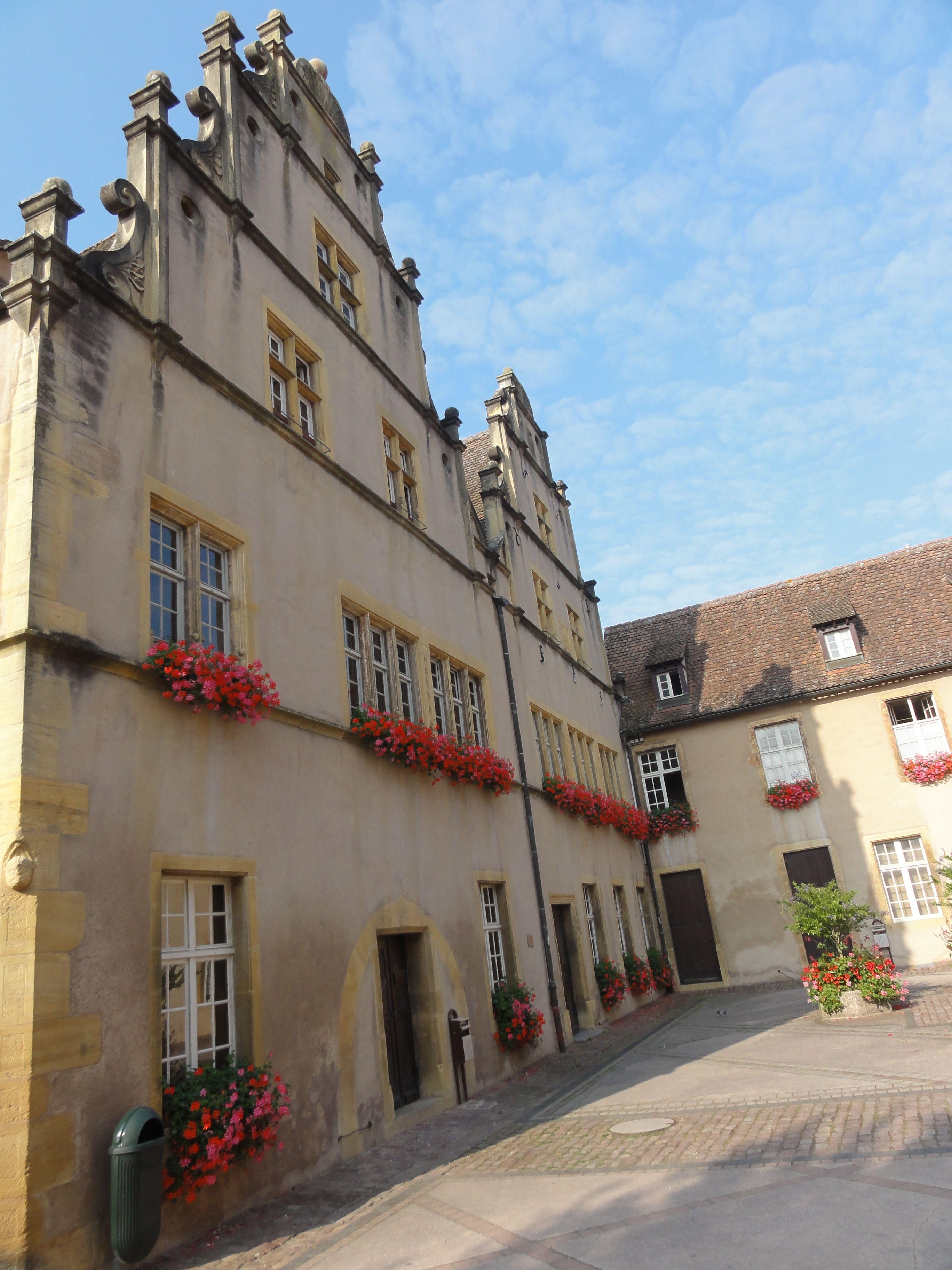
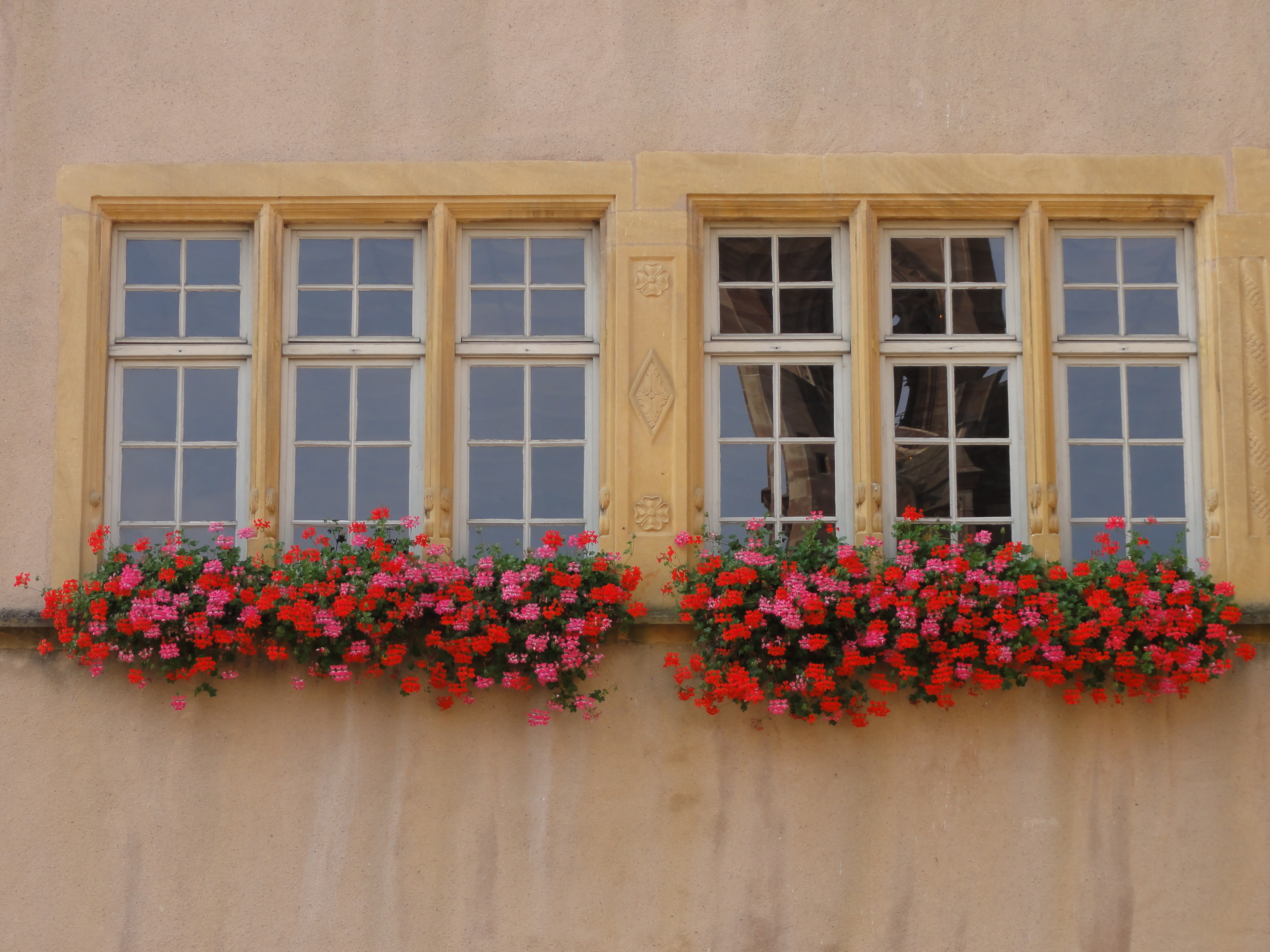
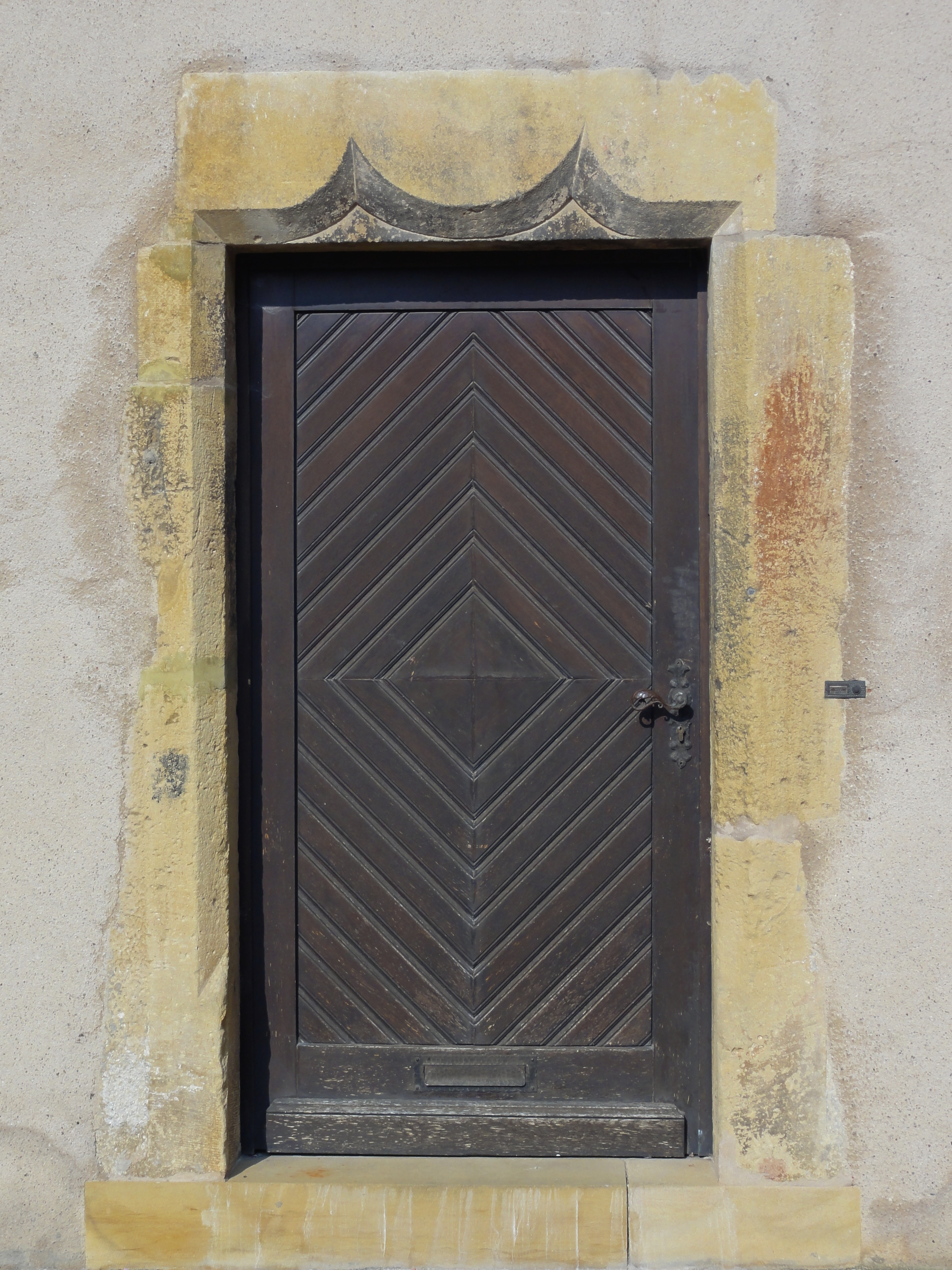
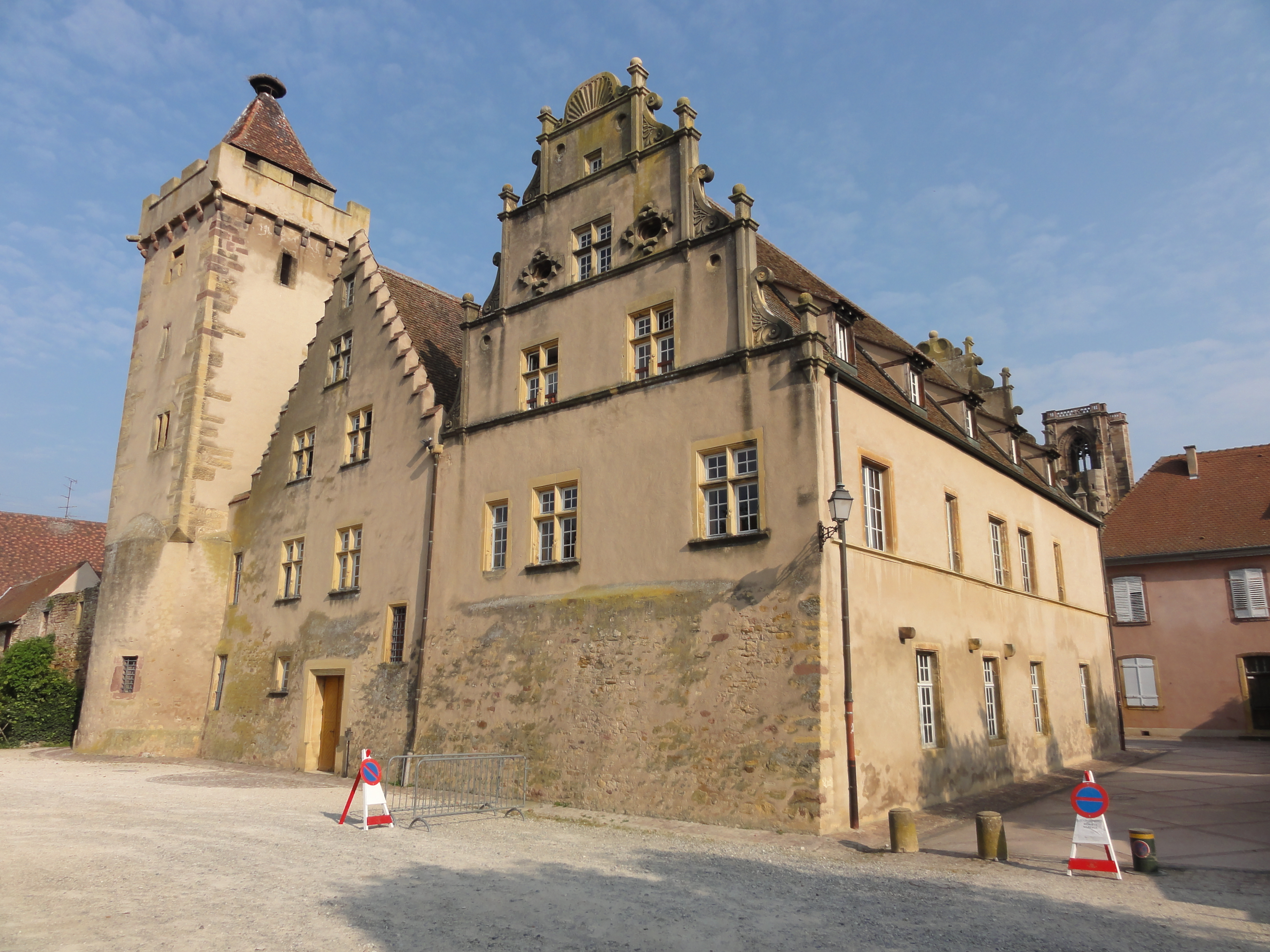
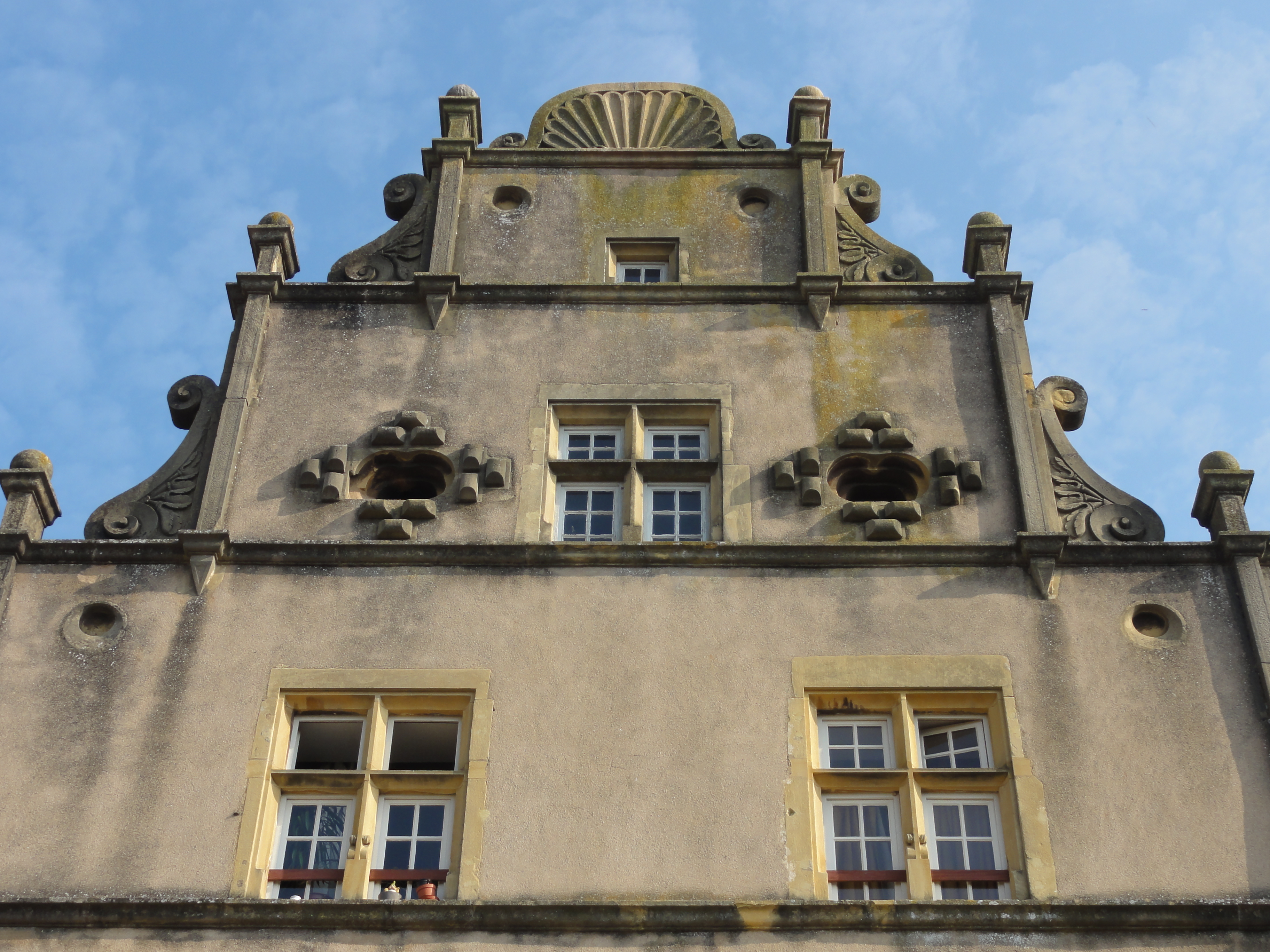
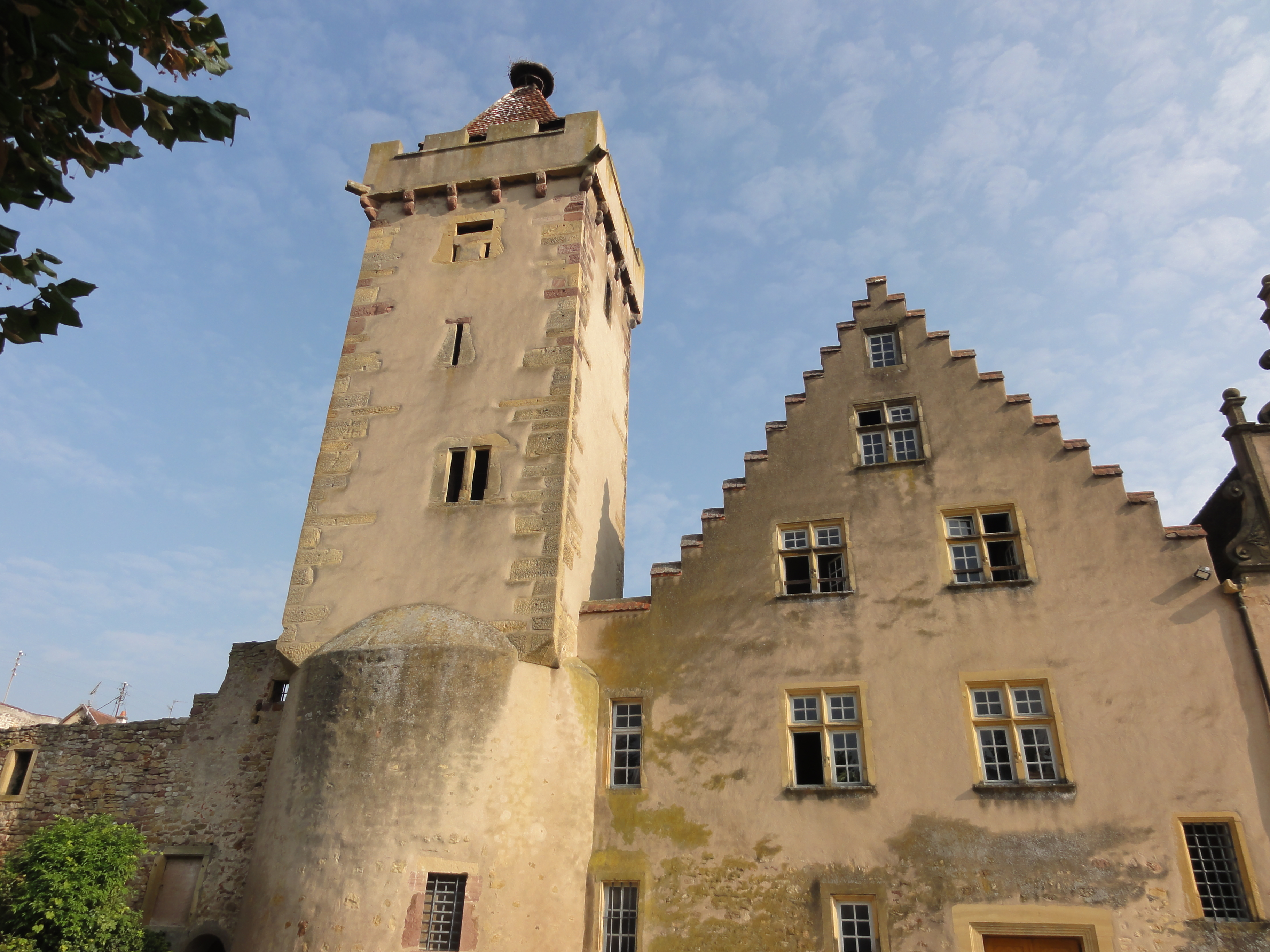